# 니알라토텝

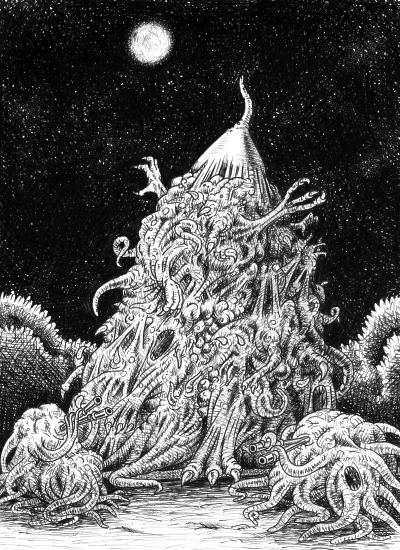
니알라토텝

니알라토텝(Nyarlathotep)은 미국의 소설가 하워드 필립스 러브크래프트와 어거스트 델레스 등의 크툴루 신화에 등장하는 가상의 신적인 존재이다. 한국어 표기로는 니알라쏘텝, 냐르랏토텝, 냐르랏쏘텝, 니알랏토텝, 니알랏쏘텝, 냐르라토텝, 냐르라쏘텝 등으로 읽을 수 있다.

## 개요
1920년 미국의 펄프픽션 잡지 《유나이티드 아마추어》(United Amateur)지에 하워드 필립스 러브크래프트가 쓴 소설 《니알라토텝》이 기고되었다(다만 당시 이 잡지가 늦게 출간된 점으로 미루어 정확한 발표시기는 1920년 이후로 보고 있다). SF 소설작가 브루스 스털링은 러브크래프트의 이 작품을 '가상현실을 다룬 최초의 작품'으로 평가하였으며, 니알라토텝의 이름이 등장하는 첫 번째 작품이다.
그리고 이 혐오스러운 우주의 묘지에서 들려오는 둔탁하고 듣는 이를 미치게 하는 북소리, 그리고 시간을 넘어선 빛이 없는 방에서 들려오는 생기 없고 단조로운 불경한 피리의 흐느낌, 혐오스러운 북소리와 피리소리에 느릿느릿하게, 어색하게, 부조리하게 춤추는 거대하고 어스름한 궁극적인 눈멀고, 소리없고, 생각없는 가고일 신, 그 영혼은 니알라토텝..— 하워드 필립스 러브크래프트, 〈니알라토텝〉

크툴루 신화를 체계화한 어거스트 덜레스는 니알라토텝을 그레이트 올드 원(옛 지배자)의 하나로써 아자토스를 필두로 하는 아우터 갓(외부 신들)을 섬기는 메신저(심부름꾼)이자 전령, 영혼으로써, 그레이트 올드 원(옛 지배자)와도 맞먹는 힘을 가진 존재로써 4원소 가운데 흙의 속성을 지니고 있다고 설정하였다(아자토스의 하인으로써 그의 욕구를 즉시 충족시키기도 한다).
니알라토텝은 인간의 모습으로 나타날 때는 키 크고, 날씬하며 유쾌한 인간의 모습을 하고 지구를 걸어 다니며 활동한다. 하지만 그 실체는 얼굴이 없는 신으로 천 가지나 되는 다른 모습으로 인간들 앞에 나타나며, 때문에 크툴루 신화에서 중요한 신격(神格)을 가지고 있음에도 불구하고 그 모습에 대한 정확한 기술을 찾아보기 어렵다. 니알라토텝은 다른 아우터 갓(외부 신들)과는 달리 인간을 죽이는 것보다 단지 인간 세계에 광기를 일으키는 것을 더 즐기고 인간 세계에 혼란을 가져오기 위해 암약하고 있다. 그가 인간 세계에 가져다 준 갖가지 마술이나 비법, 기계 등의 기술을 전수받은 인간들은 대부분 자멸을 맞이했다. 니알라토텝이 천적으로써 유일하게 두려워하는 것은 불의 속성을 지니고 있는 그레이트 올드 원(옛 지배자) 크투가뿐이다. 또한 엘더 갓인 노덴스와도 대립하고 있다.
그레이트 올드 원 가운데 요그-쇼토스나 하스터처럼 먼 별에 유배되어 있거나 크툴루처럼 잠들어 꿈을 꾸고 있는 것과는 달리 니알라토텝만이 유일하게 유폐되는 것을 면했으며, 다른 그레이트 올드 원들과 마찬가지로 인간을 냉소적으로 대하면서도(정확하게는 인간 앞에 나타날 때 그 인간들에 대한 아무런 목적성이 없다) 그들과는 달리 자신이 나서서 인간과 접촉하고, 힘과 사기술, 조종 심지어 선전 등을 통해 그의 목표를 달성하는 등 크툴루 신화 안에서도 가장 인간에 가까운 특이한 지위를 점하고 있는 신성(神性)으로써 '크툴루 신화의 트릭스터'로 불리고 있다.
아자토스의 자식으로 불리기도 한다. 니알라토텝의 처는 커다란 사슴 여신인 이호운데, 사촌 누이동생으로 그림자의 여성 악마라 불리는 여신 마이노그라가 있다.
다른 신적인 존재들이 자신들의 숭배자들을 거느리고 있는 데 비해 니알라토텝은 그러한 신적인 존재들을 숭배하는 위치에 있으며 자신도 특정한 권속을 거느리지 않는다고 하나, 드림랜드에 거주한다는 육식새 샨타크로부터 경배받고 있다. 또한 드림랜드에서 지구의 하급 신들을 보호하는 「이형의 신」이라는 집단의 하나로써 활약하기도 한다.

## 영감
러브크래프트는 1921년 리하르트 클라이너에게 보낸 편지에서 "너무나도 현실적이며 끔찍한 꿈"을 꾸었으며 이것이 그의 시 〈니알라토텝〉의 기초가 되었다고 밝혔다. 이 꿈속에서 그는 친구 새뮤얼 러브맨으로부터 다음과 같은 편지를 받았다:
프로비던스에 니알라토텝이 온다면 기회를 놓치지 말고 만나도록 하게. 그는 끔찍하네 - 자네가 상상할 수 있는 한도를 넘어서 끔찍하네 - 그러나 놀랍네. 그는 만난 자의 뒤를 계속해서 밟을 것이네. 난 아직도 그가 보여준 것에 몸서리치고 있네..

러브크래프트는 다음과 같은 언급을 하였다:
나는 니알라토텝이란 이름을 전혀 들어본 적이 없으나, 그 은유를 이해할 것 같았다. 니알라토텝은 순회하는 재주꾼이나 교사같은 자로, 강당에 나타나 그가 보여주는 것들로 하여금 널리 공포와 토론을 촉발시키는 자이다. 그는 두 가지를 보여주는데--첫째는 끔찍하지만 아마도 예언적인 활동사진이며, 둘째는 과학이나 전기 기재를 사용한 신비스런 실험이다. 내가 이 편지를 받았을 때 난 니알라토텝이 이미 프로비던스에 도착해 있음을 기억해 냈다... 나는 사람들이 공포의 전율 속에서 내게 속삭이며, 그에게 다가가지 말라고 경고했음을 기억해냈다. 그러나 러브맨의 꿈 속의 편지를 받고 결심이 섰다... 문 밖을 나서자 두려움 속에 속삭이며 밤거리를 한 방향으로 헤메이는 군중을 발견하였다. 나는 그들 속에 섞여 들어가, 두려움 속에서도 그 위대하며, 어두침침하고, 말할 수 없는 니알라토텝을 보고자 했던 것이다.

또한 러브크래프트 자신이 영향을 받았다고 밝힌 환상문학의 거장 로드 던새니의 작품에서 부분적으로 차용했다는 의견도 있다.

## 분신들
니알라토텝은 "니알라토텝의 가면"이라고도 불리는 수많은 분신을 통해 활동한다.
- 아투(Ahtu): 황금 촉수가 달린 거대한 덩어리; 콩고 일대에서 유명하다.
- 검은악마(Black Demon): 검은 털이 나고 날개가 달린 괴물로, 빛을 받으면 파괴된다.
- 어두운 악마(Dark Demon): 검은악마보다 더 크고, 사악한 버전.
- 어둠속에 출몰하는 자(The Haunter of the Dark): 부풀어오른 박쥐처럼 생기고 불타오르는 외눈을 가졌으며, 공포만으로 사람을 죽일 수 있는 괴물. 검은악마처럼 빛을 받으면 파괴된다.
- 검은사람(Black Man): 마녀전승에 따르면 검은사람은 악마와 마녀들간의 계약서를 봉하는 자였다고 하며, 크툴루신화에서는 니알라토텝이 그 일을 수행한다.
- 슈고란(Shugoran): 뿔이 달린 거대한 인간형태의 모습으로, 말레이시아의 쵸-쵸에 의해 숭배된다.
- 뿔난 인간(horned man)
- 어두운 파라오(Dark Pharaoh): 죽은 검은 피부와 발굽이 달린 대머리 남자 모습으로, 이집트에서 주로 보인다.
- 부푼 여자(Bloated Woman): 거대하게 살찌고, 다섯 개의 입과 많은 촉수가 달린 여자의 모습으로, 중국에서 주로 보인다.
- 얼굴없는 스핑크스
- 칼의 아버지(Father of Knives)
- 메뚜기의 아버지, 페스트를 가져오는 자: 거대한 초자연적인 메뚜기들의 무리
- 피범벅의 혓바닥(bloody tongue): 빌딩과 같은 크기에 인간형처럼 생겼으나 다리 셋이 달리고 손톱이 달린 팔이 있으며 머리는 피를 머금어 부풀어오른 촉수의 모습이다.
- 옛것들의 전령(messenger of the old one): 이것이 니알라토텝의 본모습인지 단지 호칭인지는 불분명하다.
- 기어다니는 혼돈
- 기어다니는 작은 이(small crawler): 팔 넷이 달리고 다리 대신 촉수가 달린 인간형의 모습.
- 통곡하는 몸부림(Wailing Writher): 몸부림치는 검은 촉수와 비명지르는 입들의 기둥
- 씨페 토펙(Xipe Topec): 아스테카 신화의 가죽 벗기는 피부없는 시체
- 악신
- 검은 들소(black bull)
- 검은 사자(black lion)
- 거지의 그림자(pool of shadow)

크투가의 이명일 수도 있는 목록
- 고위 성직자(high priest)
- 떠다니는 공포(floating horror)
- 밀집인형(wicker man)
- 크루슈챠(kruschtya)
- 등식(equation)
- 묘사할 수 없는 것(not to be described)
- 코코펠리(kokopelli)
- 테즈카톨(tezcatol)
- 이포코(ipoco(혹은 엘포코(lpoco))